# Südstraße 6 (Magdeburg)

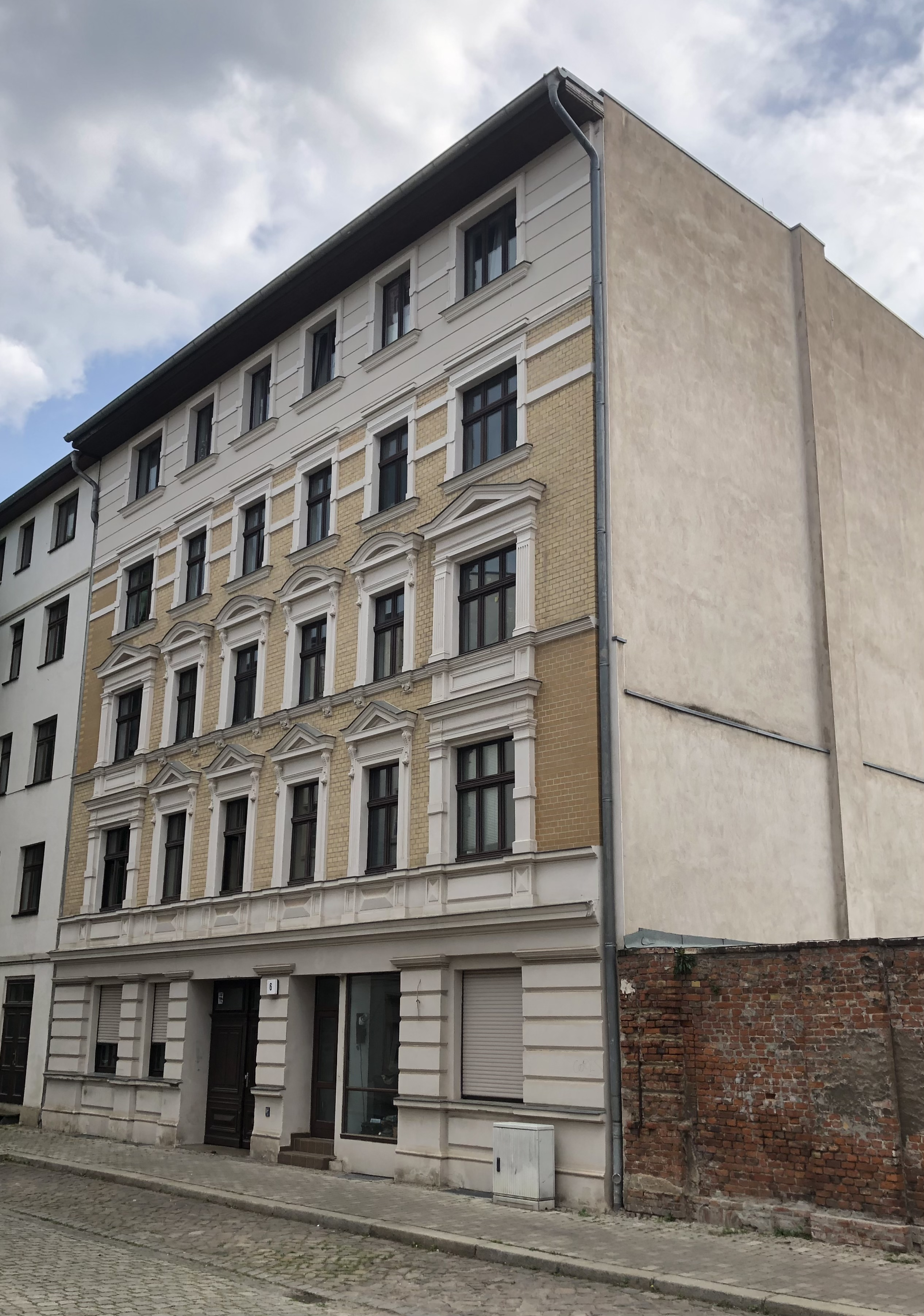
Haus Südstraße 6 im Jahr 2022

Das Haus Südstraße 6 ist ein denkmalgeschütztes Wohnhaus in Magdeburg in Sachsen-Anhalt.

## Lage
Das Gebäude steht an der Westseite der Südstraße im Magdeburger Stadtteil Buckau.

## Architektur und Geschichte
Der fünfgeschossige Bau entstand im Jahr 1885 durch den Zimmermeister C. Bethge. Bauherr war der Milchhändler Heinrich Markgraf. Das Gebäude ist repräsentativ im Stil der Neorenaissance in Anlehnung an italienische Palazzos gestaltet. Die Fassade ist sechsachsig. Die Abstände zwischen den Achsen sind gleichmäßig, die Fenster der jeweils äußeren Achse sind breiter ausgeführt. Im Erdgeschoss besteht eine Putzbandrustika. Die ersten drei Obergeschosse sind ziegelsichtig, aber mit Putzelementen versehen. So verfügen die Fensteröffnungen im ersten und zweiten Obergeschoss über Verdachungen in Form von Dreiecksgiebeln bzw. Segmentbögen. Das vierte Obergeschoss ist hingegen voll verputzt. Bedeckt ist das Gebäude von einem Flachdach.
Im örtlichen Denkmalverzeichnis ist das Wohnhaus unter der Erfassungsnummer 094 15973  als Baudenkmal verzeichnet.
Das Haus gilt als Beispiel für ein Wohngebäude seiner Bauzeit mit einfachem bis mittleren Standard im Industrieort Buckau.